# Chingueti
Chingueti (en árabe: شنقيط) es una medina medieval en el centro de Mauritania, situada al este de la meseta de Adrar, a 150 km al este de Atar. Es conocida como "la Sorbona del desierto" "por la antigüedad y riqueza de sus preciosos libros árabes, adquiridos desde hace siglos, guardados celosamente por algunas de sus nobles familias".
La ciudad está dividida en dos por un uadi. A un lado, está el barrio antiguo, y al otro lado se encuentra el barrio nuevo.
Fundada en el siglo XII como el centro de varias rutas del comercio transahariano, esta pequeña ciudad sigue atrayendo a muchos visitantes que admiran su arquitectura, los exóticos paisajes y las antiguas bibliotecas. La ciudad está seriamente amenazada por la invasión del desierto; las inmensas dunas marcan su frontera occidental y varias casas han sido abandonadas por la invasión de arena.
La arquitectura autóctona de los mayores sectores de la ciudad son características por la mampostería en seco rojiza y las casas de adobe, con techos planos de madera de palmas. Muchas de las  casas más antiguas tienen puertas talladas a mano de árboles de acacia de los alrededores que han desaparecido por la tala desmedida. Muchas viviendas disponen de patios que, a lo largo de estrechas calles, conducen a la mezquita central.
Los edificios más notables  de la ciudad incluyen la Mezquita de Chingueti (una antigua estructura de piedra en seco con una plaza con minarete), una antigua fortaleza de la Legión Extranjera Francesa y una gran torre de agua. El casco antiguo de Chingueti cuenta con cinco importantes bibliotecas, que albergan manuscritos sobre avances científicos y textos del Corán, muchos de los cuales datan de finales de la Edad Media.
En los últimos años, el gobierno de Mauritania, fuerzas de paz estadounidenses, y varias ONG han tratado de impulsar en la ciudad una especie de centro para turistas aventureros, lo que permite a los visitantes esquiar en las dunas de arena, visitar sus bibliotecas y apreciar la belleza natural del Sahara Occidental.

## Historia
La región de Chingueti ha sido habitada durante miles de años. Antiguamente tenía un paisaje verde de sabana con jirafas y bóvidos, como aparece en las pinturas del cercano Paso de Amoghar, en lugar del actual desértico de dunas de arena.
La ciudad fue fundada originalmente en el 777, y en el siglo XI se había transformado en un centro de comercio para los bereberes sanhaya. Poco después formó parte del imperio almorávide extendido desde el Senegal hasta España que extendió la escuela malikí del islam suní, lo que se refleja en la arquitectura sin adornos de la ciudad.
Tras dos siglos de declive, la ciudad fue refundada en el siglo XIII como un centro fortificado del comercio caravanero que a través del Sahara conectaba el Mediterráneo con los países del sur del Sahara. Aunque los muros de la fortificación original desaparecieron hace siglos, permanecen varios edificios de aquel período en la parte antigua de la ciudad.

## Importancia religiosa
Durante siglos la ciudad fue uno de los centros principales donde los peregrinos de la región se reunían para emprender el camino a La Meca. También se transformó en un centro de estudios islámicos del África occidental, a los que se añadían retórica, derecho, astronomía, matemáticas y medicina. Todo ello hizo que durante siglos la actual Mauritania fuera popularmente conocida en el mundo árabe como "Bilad Shinqit", es decir el "País de Chingueti", y que la ciudad sea considerada  en el oeste de África como la séptima más santa ciudad del Islam
Aunque ampliamente abandonada al desierto, la ciudad muestra una serie de bibliotecas con manuscritos medievales sin parangón el oeste de África. Sus hoy desiertas calles reflejan el ambiente urbano y religioso  de la Edad Media.

## Patrimonio de la Humanidad
En 1996, junto con las ciudades de Uadane, Tichtt y Ualata, Chingueti fue designada como un Sitio del Patrimonio de la Humanidad. La Mezquita de Chingueti, es considerada por los mauritanos como un símbolo nacional del país. Mauritania recientemente ha desarrollado un campo de extracción de petróleo el cual fue denominado Chingueti en su honor.

## Demografía
Según el censo de 2000, registró 4.711 habitantes.

## Galería

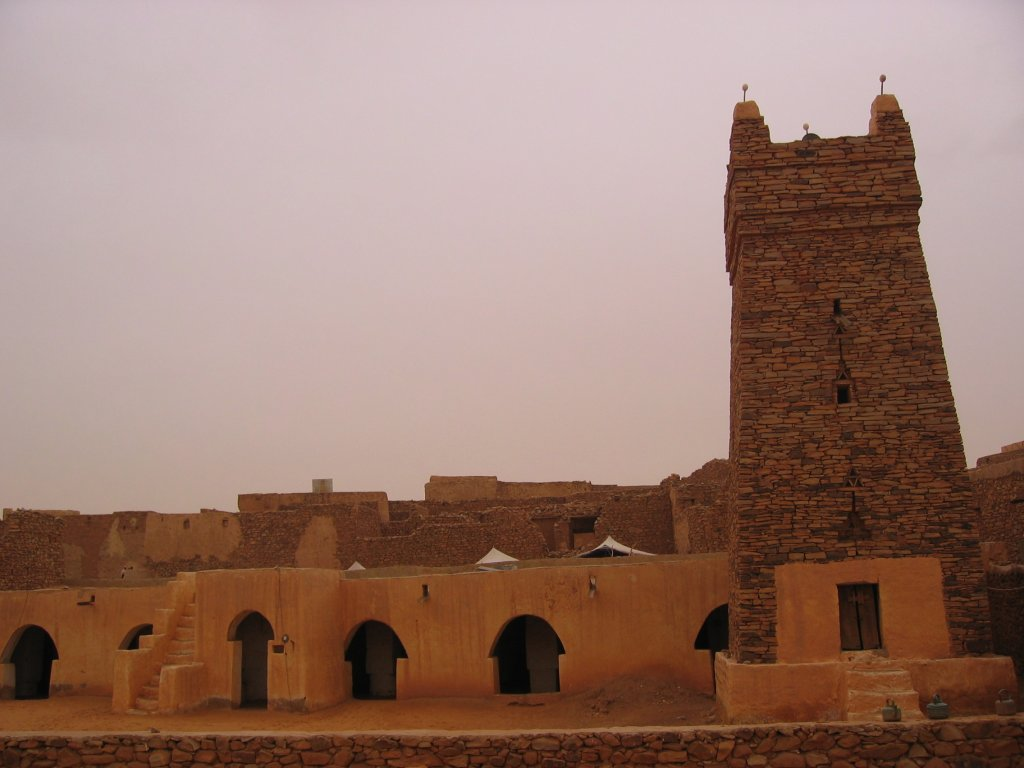
La mezquita
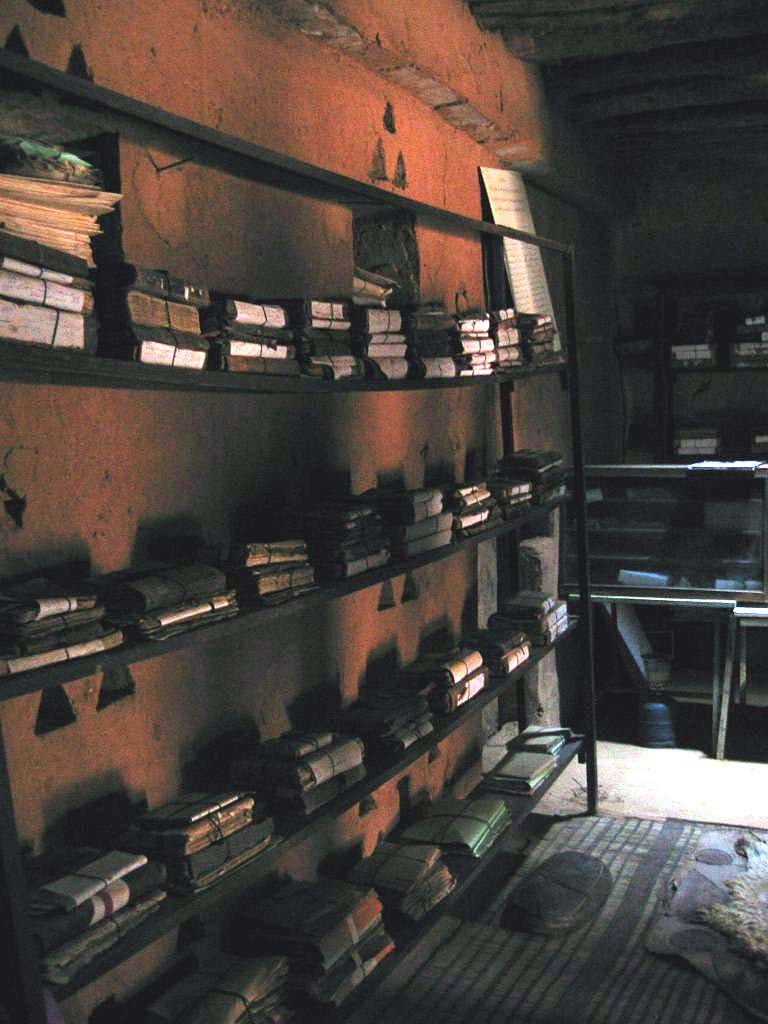
Interior de una biblioteca
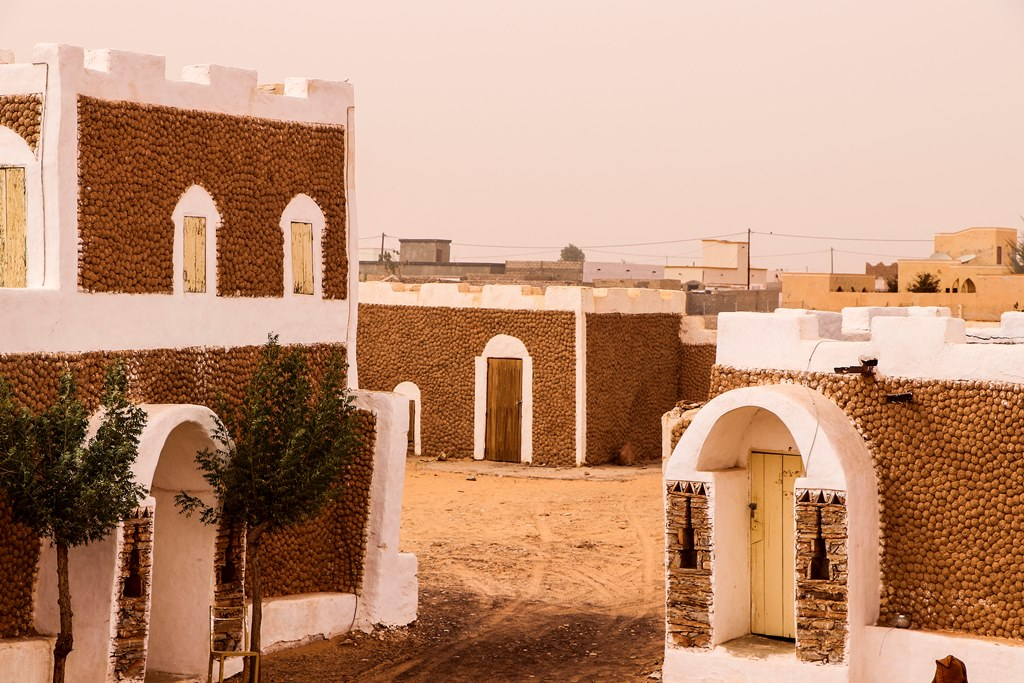
Arquitectura del barrio nuevo
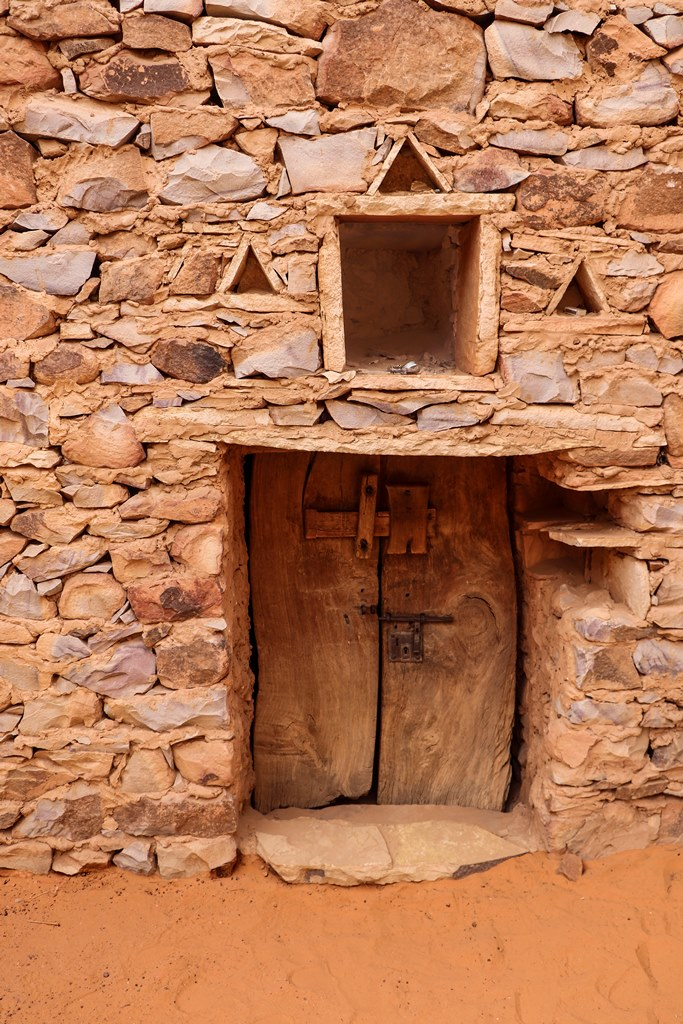
Puerta de madera de acacia

## Residentes destacados
- Ahmad ibn al-Amin al-Shinqiti (1863–1913), uno de los escritores mauritanos más conocidos, nació y vivió aquí.
- Muhammad al-Amin al-Shinqiti (1887–1973), un estudioso del Islam.

## Hermanamiento
- Almuñécar, España